# Oh Jung-se
Dans ce nom coréen, le nom de famille, Oh , précède le nom personnel Jung-se.
Pour les articles homonymes, voir Oh.
Oh Jung-se (hangeul : 오정세 ; hanja : 吳正世 ; RR : O Jeong-se ; MR : O Chŏngse) est un acteur sud-coréen, né le 26 février 1977 à Uiryeong (Gyeongsang du Sud). Il se fait connaître grâce aux séries télévisées Missing 9 (en) (2017), When the Camellia Blooms (en), Hot Stove League (en) (2019) et It's Okay to Not Be Okay (2020), ainsi que dans le film Swing Kids (2018).

## Biographie

### Jeunesse et formation
Oh Jung-se naît le 26 février 1977 dans le district d'Uiryeong, en Gyeongsang du Sud.
À la fin des années 1980, il fréquente le lycée Seongil (ko) (성일고등학교), avant d'assister aux cours de journalisme et communication de masse à l'université Sun Moon (en) (선문대학교), à Asan (Chungcheong du Sud), d'où il sortira diplômé,,.

### Carrière
En 1997, Oh Jung-se fait une courte apparition, pour la première fois, au cinéma, dans le drame social Father (아버지) de Jang Gil-su,.
En 2001, un autre rôle mineur, celui du policier, dans le film dramatique Adresse inconnue (수취인불명) de Kim Ki-duk. Ceci est considéré son « premier film officiel, même si Father est son tout premier film », précise-t-il.
Il accepte, par la suite, des petits rôles de divers personnages dans des longs métrages, tels que Into the Mirror (거울속으로, 2003) de Kim Seong-ho, Breathless (똥파리, 2009) de Yang Ik-joon, The Unjust (부당거래, 2010) de Ryoo Seung-wan, Perfect Game (퍼펙트 게임, 2011) de Park Hee-kon, ainsi que des séries télévisées et des courts métrages. En treize ans, plus il apparaît dans pas mal de scènes, plus de 70 films, plus il attire l'attention des téléspectateurs, et certains l'ont reconnus. Ils le décrivent comme « acteur transparent ».

« Jamais une seule fois je n'ai été déçu d'avoir un rôle mineur. Dans ce rôle, je voulais bien jouer, et j'ai même ressenti une petite joie à l'instant où je me suis rendu compte qu'avec le temps, mon jeu d'acteur s'améliore », rassure-t-il, avant d'ajouter : « Je ne connais rien d'autre, mais j'étais depuis toujours confiant, motivé et encouragé. J'avais beaucoup du mal à me voir en bon acteur avant toute chose. Il faut le faire pendant longtemps. »

En fin d'été 2012, après le tournage du film d'action Running Man (en) (런닝맨, 2013) de Jo Dong-oh, un ami lui demande s'il pouvait garder ses cheveux longs pour son prochain personnage, l'inspecteur Joo Jeong-myeong, dans la série Missing You (보고싶다), sur MBC : « En même temps, vu que le tournage arrive dans une semaine, je me demandais si un inspecteur pouvait avoir des cheveux très longs. Je les ai donc attachés parce que je pensais que cela aurait l'air plus vivant une fois attachés. », raconte-t-il.

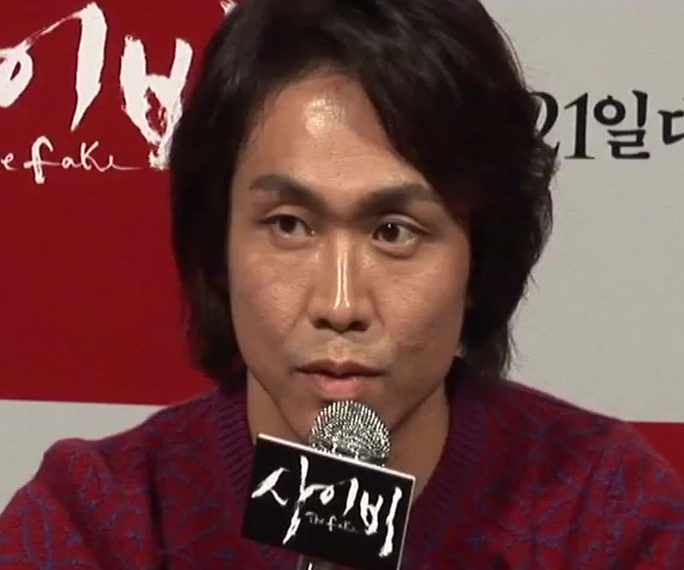
Oh Jung-se en novembre 2013.

En janvier 2013, il obtient le rôle principal dans la comédie romantique How to Use Guys with Secret Tips (en) (남자사용설명서) de Lee Won-suk, incarnant un acteur au top de sa popularité qui va être séduite par une jeune assistante peu féminine et manquant de confiance en elle (interprétée par Lee Si-young). En juin, il participe à la distribution de la comédie romantique Red Carpet (레드카펫, 2014) de Park Beom-soo, dans lequel il incarne Jo Jin-hwan, l'assistant réalisateur. En août, il termine son doublage, prêtant sa voix au personnage, Seong Cheol-woo, pour le long métrage animé The Fake (사이비) de Yeon Sang-ho, avec qui il avait déjà travaillé pour l'animation The King of Pigs (돼지의 왕) en 2011.
Au début de juillet 2015, il commence le tournage, à Séoul, du thriller policier Fabricated City (조작된 도시) de Park Kwang-hyun, avec Ji Chang-wook, Sim Eun-kyeong et Ahn Jae-hong, où il se fait maquiller l'œil droit pour devenir le sinistre procureur général Min Cheon-sang. Ce film sort l'année suivante, le 9 février, et se trouve au premier du box-office sud-coréen à sa sortie avec plus d'un million d'entrées pour son premier week-end.
En décembre 2016, il devient Jeong Gi-joon qui fait partie d'une des neuf personnes disparues sur une île inhabitée où avait lieu un accident d'avion dans la mini-série Missing 9 (en) (미씽나인, 2017), pour la chaîne MBC.
En octobre 2017, le réalisateur Kang Hyeong-cheol confirme sa présence avec Do Kyung-soo, Park Hye-soo et Kim Min-Ho pour le tournage de son quatrième film Swing Kids (스윙키즈) de Kang Hyeong-cheol, un drame musical dépeignant des danseurs de claquettes qui se forment en groupe dans le camp de prisonniers de Geoje, en pleine guerre de Corée.
En janvier 2019, il s'est vu présenté dans le rôle secondaire, transformant en méchant Ted Chang, rival de Lee Moo-bae (joué par Shin Ha-kyun), dans la comédie très attendue Korean Fried Chicken (극한직업) de Lee Byeong-heon,. Ce film sort le 23 janvier, et, deux jours après, il compte déjà 720 000 entrées, ce qui lui laisse, plus tard, conquérir le cœur de 16 millions de spectateurs. En mai, l'agence Prain TPC renouvelle le contrat avec Oh Jung-se. En juillet, il fait partie de la distribution de la série télévisée When the Camellia Blooms (en) (동백꽃 필 무렵), dont la diffusion est annoncée pour ce 18 septembre, sur KBS2, dans laquelle il tient le rôle principal, No Gyoo-tae, le propriétaire-bailleur du bar « Camellia » avec Oh Dong-baek (Gong Hyo-jin). Le 5 juin 2020, ce rôle lui vaut le prix du meilleur acteur dans un second rôle à la télévision à la cérémonie des Baeksang Arts Awards. En novembre, il est confirmé pour le rôle principal, incarnant Kwon Kyeong-min, le propriétaire de base professionnel, dans la série télévisée Hot Stove League (en) (스토브리그), qui sera diffusée ce 13 décembre 2019 sur SBS TV.

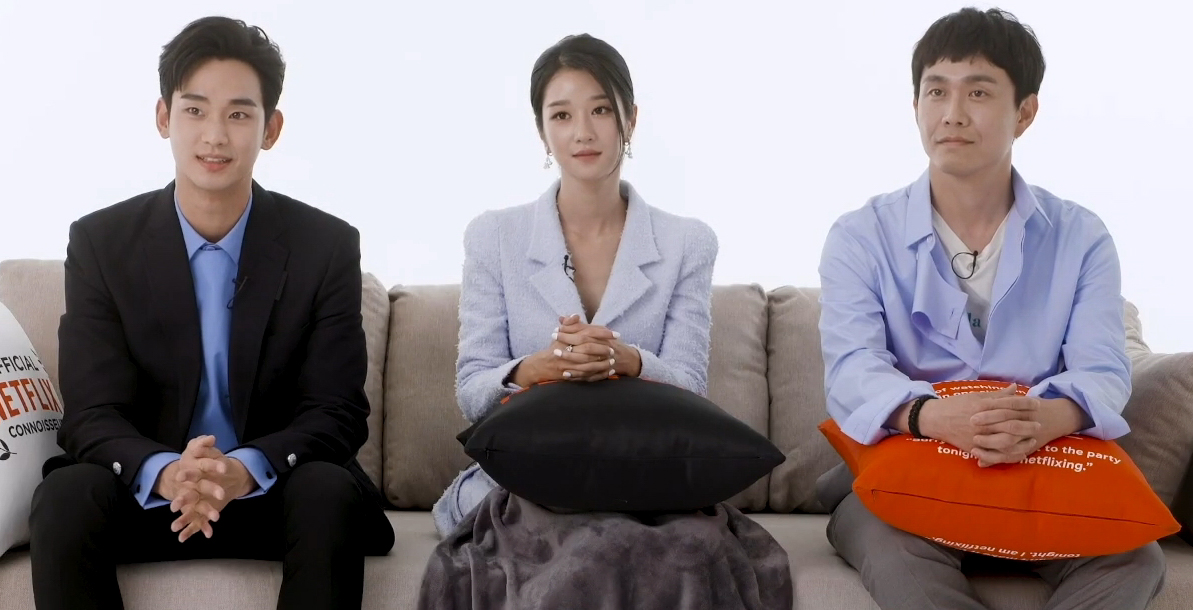
Kim Soo-hyun, Seo Yea-ji et Oh Jung-se, en plein entretien concernant la série It's Okay to Not Be Okay (2020).

À la fin de février 2020, il confirme son engagement dans la série télévisée It's Okay to Not Be Okay (사이코지만 괜찮아), aux côtés de Kim Soo-hyun et Seo Yea-ji, pour incarner le rôle de Moon Sang-tae, un jeune illustrateur autiste ayant une excellente compétence artistique, et qui est le frère de Moon Gang-tae, un soignant du service psychiatrique,. Suivant les conseils des experts en cet handicap, il essaie de bien investir le personnage « le plus innocent que je n'ai jamais joué auparavant », déclare-t-il dans un entretien. Cette série est diffusée à partir du 20 juin 2020, sur la chaîne TVN.
À la fin de janvier 2022, il se joint au réalisateur Kim Jee-woon et retrouve Song Kang-ho pour la comédie noire Dans la toile (거미집) qui sera projetée au Festival de Cannes, le 25 mai 2023. En juin, avec Yu Oh-seong, Kim Mu-yeol et Jung Jin-young, il est choisi pour le rôle de docteur Lim, un chercheur de vaccins, dans la deuxième saison de la série à succès Sweet Home (스위트홈), dont la diffusion est prévue en 2023, toujours sur Netflix. En juillet, il plonge dans les jeux olympiques d'été de 1988, où il incarne le procureur Ahn Pyung-wook, dans le film d'action comique Seoul Vibe (en) (서울대작전) de Moon Hyun-sung, aux côtés de Yoo Ah-in, Go Kyung-pyo, Lee Kyu-hyung, Park Ju-hyun, Ong Seong-wu, Kim Sung-kyun, Jung Woong-in et Moon So-ri, pour Netflix. Le 4 septembre diffuse le deuxième épisode de la série Little Women (작은 아씨들), où il participe exceptionnellement, incarnant le directeur Shin Hyun-min ayant été suspecté d'avoir une affaire avec Hwa-young (interprétée par Choo Ja-hyun),.

## Filmographie partielle

### Cinéma

#### Longs métrages
- 1997 : Father (아버지) de Jang Gil-su
- 2001 : Adresse inconnue (수취인불명) de Kim Ki-duk : un policier
- 2003 : Into the Mirror (거울속으로) de Kim Seong-ho
- 2004 : Windstruck (내 여자친구를 소개합니다) de Kwak Jae-yong : Jo, caporal de la police
- 2004 : Face (페이스) de Yoo Sang-gon : Min-ho
- 2005 : Red Eye : Le Train de l'horreur (레드 아이) de Kim Dong-bin
- 2005 : Tu es mon destin (너는 내 운명) de Park Jin-pyo
- 2007 : Uahan segye (우아한 세계) de Han Jae-rim : le chef
- 2007 : Le Grand Chef (식객) de Jeon Yun-su
- 2009 : Breathless (똥파리) de Yang Ik-joon : l'homme à la nouille noire
- 2010 : The Unjust (부당거래) de Ryoo Seung-wan : le journaliste Kim
- 2010 : Petty Romance ( 쩨쩨한 로맨스) de r Kim Jung-hoon : Hae-ryong
- 2011 : Quick (퀵) de Jo Beom-goo : Park Dal-yong
- 2011 : The King of Pigs (돼지의 왕) de Yeon Sang-ho : Hwang Kyeong-min, adulte
- 2011 : Perfect Game (퍼펙트 게임) de Park Hee-kon : le commentateur de sport (caméo)
- 2012 : Koria (코리아) de Moon Hyun-sung : Oh Doo-man
- 2013 : How to Use Guys with Secret Tips (en) (남자사용설명서) de Lee Won-suk : Lee Seung-jae
- 2013 : Running Man (en) (런닝맨) de Jo Dong-oh : Jang Do-sik
- 2013 : The Fake (사이비) de Yeon Sang-ho : Seong Cheol-woo
- 2014 : Red Carpet (레드카펫) de Park Beom-soo : Jo Jin-hwan
- 2014 : Man on High Heels (하이힐) de Jang Jin : Heo-gon
- 2014 : Tazza: The Hidden Card (타짜: 신의 손) de Kang Hyeong-cheol : le directeur Seo
- 2015 : The Accidental Detective (탐정: 더 비기닝) de Kim Jung-hoon : l'homme de la chambre du patient
- 2017 : Fabricated City (조작된 도시) de Park Kwang-hyun : Min Cheon-sang
- 2018 : Money Bag (머니백) de Heo Joon-hyeong : le livreur de colis
- 2018 : Swing Kids (스윙키즈) de Kang Hyeong-cheol : Kang Byeong-sam
- 2019 : Korean Fried Chicken (극한직업) de Lee Byeong-heon : Ted Chang
- 2020 : The Call (콜) de Lee Chung-hyun : Seong-ho
- 2022 : Seoul Vibe (en) (서울대작전) de Moon Hyun-sung : Ahn Pyung-wook
- 2023 : Dans la toile (거미집) de Kim Jee-woon : Kang Ho-se

#### Courts métrages
- 2001 : The Way They Are (싸게 사는 법) de Boo Ji-young
- 2003 : Here I Am! (사춘기) de Park Sung-jin
- 2005 : Hero, Strikes Back!! (영웅역습!!) de Choe Chi-won
- 2005 : Talchulgi (탈출기) de Jeong Gyeong-rok
- 2005 : Always Behind You (바라만 본다) de Yang Ik-june
- 2008 : Goose Can Fly (거위도 난다) de Kim Hyeon-seok
- 2008 : The Dream of Cortazar (모퉁이의 남자) de Lee Jin-woo
- 2008 : Love Is Protein (사랑은 단백질) de Yeon Sang-ho
- 2012 : Do You Remember Me? (두 유 리멤버 미?) de Sohn Won-pyung
- 2016 : Light My Fire (라이트 마이 파이어) de Min Nam-gung
- 2016 : Turn Turn Turn (돌고돌고돌고) de Woo Moon-gi
- 2019 : Memories (메모리즈) de Kim Jong-kwan
- 2020 : The Last Egg on Earth (지구 최후의 계란) de Kim Yoon-sun

### Télévision

#### Séries télévisées
- 2012 : Missing You (보고싶다) : Joo Jeong-myeong
- 2013 : Marry Him If You Dare (미래의 선택) : Na Joo-hyeon
- 2014 : Misaeng (미생 - 아직 살아 있지 못한 자) : le mari du PDG de Chungsol (caméo ; épisode 20)
- 2017 : Missing 9 (en) (미씽나인) : Jeong Gi-joon, manager de Seo Joon-oh
- 2019 : Touch Your Heart (진심이 닿다) : Yeon Joon-kyoo
- 2019 : When the Camellia Blooms (en) (동백꽃 필 무렵) : No Gyoo-tae
- 2019 : Hot Stove League (en) (스토브리그) : Kwon Kyeong-min
- 2020 : It's Okay to Not Be Okay (사이코지만 괜찮아) : Moon Sang-tae
- 2022 : Little Women (작은 아씨들) : le directeur Shin Hyun-min (apparition exceptionnelle ; épisode 2)
- 2023 : Sweet Home (스위트홈) : Dr Lin[30]
- 2023 - 2024 : Death's Game (이재, 곧 죽습니다) : An Ji-hyeong
- 2024 : Mr.Plankton (en) (Mr.플랑크톤) : Eo Heung, le fils unique de la famille principale du clan Eo, vieux de 500 ans
- prévu pour 2025 : La vie portera ses fruits (폭싹 속았수다)

## Distinctions

### Récompenses
- MBC Drama Awards 2017 : meilleur acteur dans une mini-série pour Missing 9

- KBS Drama Awards 2019[35] :
  - Meilleur acteur dans un second rôle pour When the Camellia Blooms
  - Meilleur couple  pour When the Camellia Blooms, partagé avec Yeom Hye-ran
- Korean Film Producers Association Awards 2019 : meilleur acteur dans un second rôle pour Swing Kids[36]

- Baeksang Arts Awards 2020 : meilleur acteur dans un second rôle à la télévision pour When the Camellia Blooms[22]
- SBS Drama Awards 2020 : meilleur personnage interprété un acteur pour Hot Stove League[37]

- APAN Star Awards 2021 : meilleur acteur dans It's Okay to Not Be Okay et Hot Stove League[38]
- Baeksang Arts Awards 2021 : meilleur acteur dans un second rôle à la télévision pour It's Okay to Not Be Okay[39],[40]

### Nominations
- KBS Drama Awards 2019 : prix d'internaute pour When the Camellia Blooms

- SBS Drama Awards 2020 : meilleur acteur dans une mini-série pour Hot Stove League[41]

- Wildflower Film Awards 2021 : meilleur acteur pour Dispatch; I Don’t Fire Myself[42]